# 獨協大学硬式野球部
獨協大学硬式野球部（どっきょうだいがくこうしきやきゅうぶ、Dokyo University Baseball Team）は、首都大学野球連盟に所属する大学野球チーム。獨協大学の学生によって構成されている。獨協大学にはスポーツ推薦制度はなく、指定校推薦や一般入試を合格した選手のみで構成されている。

## 創部
- 1964年（昭和39年）

## 歴史
- 1964年（昭和39年） 創部。
- 1967年（昭和42年） 首都大学野球連盟に加盟。
- 1980年（昭和55年） OB会設立。
- 1995年（平成7年） 春季2部リーグ優勝。
- 1998年（平成10年） 秋季2部優勝。1部リーグ昇格。
- 1999年（平成11年） 春季リーグ・大東大戦で1部初勝利も6位で2部降格。
- 2001年（平成13年） 秋季2部優勝。獨協大学越谷グラウンド野球場落成。
- 2003年（平成15年） 越谷球場を天野貞祐記念球場に改称。記念球場を公式戦用本拠地として登録。
- 2004年（平成16年） 秋季2部リーグ優勝。1部リーグ昇格。
- 2005年（平成17年） 春季リーグ戦で東海大に1勝。秋季1部リーグ6位、2部リーグ降格。
- 2014年（平成26年） 春季2部リーグ優勝。1部リーグ昇格。
- 2015年（平成27年） 春季1部リーグ6位。2部リーグ降格。
- 2020年（令和2年）のドラフト会議で、並木秀尊が東京ヤクルトスワローズから5巡目で指名され入団。獨協大学硬式野球部初のプロ野球選手となった。

## 本拠地
獨協大学天野貞祐記念球場（埼玉県越谷市三野宮字中谷1061-1）
両翼：100m、中堅：122m、内野：土、外野：天然芝、スコアボード：パネル式。

## 記録
|        | 春季                    | 秋季                    |
| ------ | ----------------------- | ----------------------- |
| 2004年 | 2部リーグ3位            | 2部リーグ優勝           |
| 2005年 | 1部リーグ6位            | 1部リーグ6位            |
| 2006年 | 2部リーグ4位            | 2部リーグ4位            |
| 2007年 | 2部リーグ3位            | 2部リーグ4位            |
| 2008年 | 2部リーグ2位            | 2部リーグ2位            |
| 2009年 | 2部リーグ8位            | 2部リーグ4位            |
| 2010年 | 2部リーグ・グループA2位 | 2部リーグ・グループA2位 |
| 2011年 | 2部リーグ・グループA2位 | 2部リーグ・グループA5位 |

## 出身者
- 並木秀尊 - プロ野球選手(東京ヤクルトスワローズ所属)
- 蛯原哲 - 日本テレビアナウンサー